# Síugró csapatverseny nagysáncon az 1994. évi téli olimpiai játékokon
Az 1994. évi téli olimpiai játékokon a síugrás csapatversenyét nagysáncon február 22-én rendezték. Az aranyérmet a német csapat nyerte meg. A versenyszámban nem vett részt magyar csapat.

## Eredmények
A verseny két sorozatból állt. A két ugrás pontszámainak összege határozta meg a végső sorrendet. A távolságok eredményei méterben értendők.
| Helyezés | Csapat                                                                                                | 1. ugrás                | 1. ugrás                      | 2. ugrás                | 2. ugrás                     | Összesítés (pont)             |
| Helyezés | Csapat                                                                                                | Táv.                    | Pont                          | Táv.                    | Pont                         | Összesítés (pont)             |
| -------- | --- | ----------------------- | ----------------------------- | ----------------------- | ---------------------------- | ----------------------------- |
| Arany    | Németország (GER) · Hansjörg Jäkle · Dieter Thoma · Christof Duffner · Jens Weißflog                  | 117,0 119,5 126,0 131,0 | 486,8 110,1 113,6 126,8 136,3 | 124,0 108,0 128,5 135,5 | 483,3 121,7 92,9 127,3 141,4 | 970,1 231,8 206,5 254,1 277,7 |
| Ezüst    | Japán (JPN) · Nisikata Dzsinja · Okabe Takanobu · Kaszai Noriaki · Harada Maszahiko                   | 118,0 124,5 128,0 122,0 | 486,0 110,4 124,1 132,9 118,6 | 135,0 133,0 120,0 97,5  | 470,9 144,0 137,9 116,0 73,0 | 956,9 254,4 262,0 248,9 191,6 |
| Bronz    | Ausztria (AUT) · Heinz Kuttin · Christian Moser · Stefan Horngacher · Andreas Goldberger              | 115,0 122,5 124,0 123,5 | 472,0 107,5 121,5 120,7 122,3 | 117,5 105,0 120,5 127,5 | 446,9 111,0 88,0 115,9 132,0 | 918,9 218,5 209,5 236,6 254,3 |
| 4.       | Norvégia (NOR) · Øyvind Berg · Lasse Ottesen · Roar Ljøkelsøy · Espen Bredesen                        | 111,5 119,0 116,5 124,5 | 449,7 98,7 114,7 110,2 126,1  | 121,0 124,5 99,5 127,0  | 449,1 116,8 125,1 75,6 131,6 | 898,8 215,5 239,8 185,8 257,7 |
| 5.       | Finnország (FIN) · Raimo Ylipulli · Janne Väätäinen · Janne Ahonen · Jani Soininen                    | 113,0 116,0 119,5 120,0 | 443,8 104,4 108,3 115,6 115,5 | 126,5 114,0 111,0 120,0 | 445,7 127,2 103,7 99,3 115,5 | 889,5 231,6 212,0 214,9 231,0 |
| 6.       | Franciaország (FRA) · Steve Delaup · Nicolas Jean-Prost · Nicolas Dessum · Didier Mollard             | 106,0 122,5 114,0 111,5 | 414,7 90,3 122,0 103,2 99,2   | 118,0 112,5 111,5 108,5 | 407,4 112,9 102,0 99,2 93,3  | 822,1 203,2 224,0 202,4 192,5 |
| 7.       | Csehország (CZE) · Ladislav Dluhoš · Zbyněk Krompolc · Jiří Parma · Jaroslav Sakala                   | 109,0 117,5 107,0 114,5 | 401,9 94,2 109,5 92,1 106,1   | 114,5 118,0 102,5 111,0 | 398,8 105,6 112,4 83,0 97,8  | 800,7 199,8 221,9 175,1 203,9 |
| 8.       | Olaszország (ITA) · Ivo Pertile · Andrea Cecon · Roberto Cecon · Ivan Lunardi                         | 109,5 108,0 125,0 111,0 | 405,8 96,1 87,9 123,5 98,3    | 114,0 98,0 119,0 106,5  | 376,5 103,7 69,9 112,7 90,2  | 782,3 199,8 157,8 236,2 188,5 |
| 9.       | Szlovénia (SLO) · Matjaž Kladnik · Matjaž Zupan · Samo Gostiša · Robert Meglič                        | 110,5 109,0 106,0 110,5 | 377,3 96,9 94,7 87,8 97,9     | 95,5 105,0 108,0 121,0  | 362,1 66,9 85,5 92,4 117,3   | 739,4 163,8 180,2 215,2       |
| 10.      | Svédország (SWE) · Staffan Tällberg · Mikael Martinsson · Johan Rasmussen · Fredrik Johansson         | 100,0 113,5 105,0 85,5  | 320,7 78,5 103,8 88,0 50,4    | 116,5 115,0 90,0 90,5   | 332,6 109,2 105,5 57,5 60,4  | 653,0 187,7 209,3 145,5 110,8 |
| 11.      | Egyesült Államok (USA) · Randy Weber · Greg Boester · Kurt Stein · Ted Langlois                       | 91,0 98,5 85,5 91,5     | 235,2 50,8 75,3 48,4 60,7     | 101,5 97,0 89,5 95,5    | 269,8 79,7 71,1 50,6 68,4    | 505,0 130,5 146,4 99,0 129,1  |
| 12.      | Oroszország (RUS) · Alekszej Szologyankin · Dmitrij Cselovenko · Sztanyiszlav Pohilko · Mihail Jeszin | 79,0 87,0 90,5 88,5     | 198,0 29,7 54,1 58,4 55,8     | 89,0 85,0 90,5 91,5     | 218,3 50,7 47,0 57,9 62,7    | 416,3 80,4 101,1 116,3 118,5  |